# ᜅ
En el sistema de escritura de baybayin, la letra ᜅ es un carácter silábico que se corresponde con el sonido nasal velar nga. 

## Uso
Si un punto se añade a la parte superior (ᜅᜒ), el sonido se convierte en un sonido ngé o ngi, por su parte, si un punto se añade a la parte inferior (ᜅᜓ), el sonido se convierte en un sonido ngo o ngú. El sonido se convierte en una consonante ng si un virama se agrega a la parte inferior (ᜅ᜔). 

## Unicode
Esta letra tiene el código de Unicode U+1705, situado en el bloque tagalo.
| Carácter      | ᜅ                  | ᜅ                  |
| ------------- | ------------------ | ------------------ |
| Unicode       | TAGALOG LETTER NGA | TAGALOG LETTER NGA |
| Codificación  | decimal            | hex                |
| Unicode       | 5893               | U+1705             |
| UTF-8         | 225 156 133        | E1 9C 85           |
| Ref. numérica | &#5893;            | &#x1705;           |